# 春山
春山（穆麟德轉寫：cūnšan，1683年—？年），伊爾根覺羅氏，字長人，號丹崖。滿洲鑲藍旗人，清朝政治人物。

## 經歷
康熙四十一年（1702年）壬午科，顺天乡试中举。
康熙五十一年（1712年）壬辰科第二甲第四十四名進士出身。選翰林院庶吉士。
五十二年（1713年）散館，授內閣中書。
遷翰林院侍講。
雍正六年（1728年）日講起居注官。
後改翰林院侍讀。
歷充咸安宮官學總裁。
十二年（1734年）以翰林院侍講學士充任諭祭安南國王黎維祹、黎維祜正使。
十三年（1735年）七月二十九日，遷內閣學士兼禮部侍郎銜。
乾隆二年（1737年）以內閣學士充任冊封純妃副使。四月，奏諫時政得失、民生疾苦三款。
六年（1741年）以內閣學士充任冊封愉嬪副使。
八年（1743年）三月二十七日，遷盛京兵部侍郎。
十年（1745年）二月離任，之後事蹟不詳。
子鹤年，官至总督。